# Офіційні візити Президента Леоніда Кравчука 1993
Список офіційних закордонних візитів та робочих поїздок в межах України, здійснених 1-м Президентом України Леонідом Кравчуком у 1993 році. Кольором виділено закордонні візити.

## Лютий
| Дата                  | Країна чи область України | Місто    | Деталі |
| --------------------- | ------------------------- | -------- | --- |
| 10 лютого — 12 лютого | Велика Британія           | Лондон   | Перший офіційний візит до Сполученого Королівства. Підсумком перемовин Л. Кравчука з Джоном Мейджером стало підписання Договору про принципи відносин і співробітництва між Україною і Сполученим Королівством, який розширив і конкретизував головні положення Спільної декларації від 15 вересня 1992 року. |
| 26 лютого — 27 лютого | Угорщина                  | Будапешт | Офіційний візит на запрошення президента Угорської Республіки Арпада Генца та прем'єр-міністра Йожефа Анталла. Під час візиту відбулись переговори з президентом, головою уряду та головою парламенту Угорщини. Л. Кравчук відвідав дослідний інститут сільського господарства Академії Наук Угорщини та місце майбутнього санаторію для дітей, постраждалих внаслідок Чорнобильської катастрофи. Під час візиту було підписано пакет угод, серед котрих угоди про економічне, виробниче, науково-технічне співробітництво, пункти пропуску через кордон та спрощений перетин державного кордону мешканцями прикордонних територій. |

## Вересень
| Дата      | Країна чи область України | Місце | Деталі |
| --------- | ------------------------- | ----- | --- |
| 3 вересня | Автономна Республіка Крим | Ялта  | Очолював українську делегацію на українсько-російських переговорах, що відбулися у Масандрівському палаці. Головними питаннями перемовин були розподіл Чорноморського флоту, боргів України за газ перед Російською Федерацією та ядерного роззброєння України. Наслідком переговорів стали, підписані президентом України, Масандрівські угоди. |